# Jean-Michel Badiane
Pour les articles homonymes, voir Badiane.
Jean-Michel Badiane, né le 9 mai 1983 à Paris, était un footballeur professionnel français. Formé au Paris Saint-Germain, il évoluait au poste de défenseur central ou milieu défensif.

## Biographie
Formé au Paris Saint-Germain, Jean-Michel Badiane est invité à s'entraîner régulièrement avec l'équipe professionnelle par Vahid Halilhodžić lors de la saison 2003-2004. Il signe son premier contrat professionnel avec le club de la capitale en 2004 et intègre alors l'équipe A.
Il fait ses débuts en Ligue 1 à 21 ans, lors du match opposant le Toulouse FC au PSG le 21 août 2004 (défaite 2-1). Au cours de sa première saison professionnelle, en 2004-2005, il fait sept apparitions en Ligue 1 et joue un match en Ligue des champions à Luzhniki contre le CSKA Moscou. 
La saison suivante, il contracte une blessure au genou qui le tient éloigné des terrains pendant trois mois. Il fait son retour en championnat le 22 octobre 2005 contre l'AS Nancy-Lorraine, en entrant en jeu à la place de David Rozehnal. Quatre jours plus tard, Laurent Fournier le titularise en coupe de la Ligue face à Troyes contre qui il marque à la 79è minute (victoire 4-1).
Ses bonnes performances lui permettent d’être sélectionné en Équipe de France Espoirs à plusieurs reprises, notamment lors des éliminatoires du Championnat d'Europe 2006 contre l'Angleterre puis lors de la compétition finale au Portugal, où la France atteint les demi-finales.
Désirant avoir plus de temps de jeu, il demande à rejoindre le Valenciennes FC où il est désiré par Antoine Kombouaré, mais le Paris Saint-Germain demande une indemnité de transfert et l'affaire ne se conclut pas. À l'été 2006 il s'engage pour trois ans avec le CS Sedan, club évoluant alors en Ligue 1. Il joue régulièrement, mais à l'issue de la saison, le club redescend en Ligue 2. À la reprise du championnat de Ligue 2 le 27 juillet 2007, il se blesse contre Grenoble et sort à la mi-temps. Ce sera sa seule apparition de la saison. Gêné par une nouvelle blessure, Badiane résilie son contrat le 13 avril 2009, après avoir joué vingt matchs de championnat avec le club ardennais.
Fin 2011, Badiane s'engage au Paris FC pour relancer sa carrière, mais il se blesse à nouveau pour une longue durée,.

## Après-carrière
Jean Michel Badiane rejoint RMC Sport pour commenter les matchs de Premier League. Il commenta également la finale de Copa Libertadores 2018 (Boca Juniors-River Plate) avec Adrien Courouble.
Il a quitté le groupe RMC Sport à l’été 2020 et dirige aujourd’hui une société de conseil financier, immobilier et de sport management.
Le 28 mars 2023, il rejoint l'équipe professionnelle d'Angers SCO, en tant qu'entraîneur adjoint d'Alexandre Dujeux.

## Statistiques
| Saison                | Club                  | Championnat           | Championnat | Championnat | Coupe nationale | Coupe nationale | Coupe de la Ligue | Coupe de la Ligue | Compétition(s) continentale(s) | Compétition(s) continentale(s) | Compétition(s) continentale(s) | Total | Total |
| Saison                | Club                  | Division              | M.          | B.          | M.              | B.              | M.                | B.                | Comp.                          | M.                             | B.                             | M.    | B.    |
| 2000-2001             | Paris SG B            | CFA                   | 10          | 0           | -               | -               | -                 | -                 | -                              | -                              | -                              | 10    | 0     |
| 2001-2002             | Paris SG B            | CFA                   | 14          | 1           | -               | -               | -                 | -                 | -                              | -                              | -                              | 14    | 1     |
| 2002-2003             | Paris SG B            | CFA                   | 28          | 1           | -               | -               | -                 | -                 | -                              | -                              | -                              | 28    | 1     |
| 2003-2004             | Paris SG B            | CFA                   | 25          | 4           | -               | -               | -                 | -                 | -                              | -                              | -                              | 25    | 4     |
| 2004-2005             | Paris SG              | Ligue 1               | 7           | 0           | 1               | 0               | 2                 | 0                 | C1                             | 1                              | 0                              | 11    | 0     |
| 2005-2006             | Paris SG              | Ligue 1               | 3           | 0           | -               | -               | 1                 | 1                 | -                              | -                              | -                              | 4     | 1     |
| 2006-2007             | CS Sedan-Ardennes     | Ligue 1               | 19          | 0           | 2               | 0               | 1                 | 0                 | -                              | -                              | -                              | 22    | 0     |
| 2007-2008             | CS Sedan-Ardennes     | Ligue 2               | 1           | 0           | -               | -               | -                 | -                 | -                              | -                              | -                              | 1     | 0     |
| 2008-2009             | CS Sedan-Ardennes     | Ligue 2               | -           | -           | -               | -               | -                 | -                 | -                              | -                              | -                              | 0     | 0     |
| 2011-2012             | Paris FC              | National              | 2           | 0           | -               | -               | -                 | -                 | -                              | -                              | -                              | 2     | 0     |
| 2012-2013             | Paris FC              | National              | 10          | 0           | -               | -               | -                 | -                 | -                              | -                              | -                              | 10    | 0     |
| Total sur la carrière | Total sur la carrière | Total sur la carrière | 118         | 6           | 3               | 0               | 4                 | 1                 | -                              | 1                              | 0                              | 126   | 7     |

## Palmarès
Vainqueur de la Coupe de France en 2006 avec le Paris SG.